# 溴化乙錠
溴化乙錠（英語：Ethidium bromide或homidium bromide、chloride salt homidium chloride），常縮寫作EtBr（與溴乙烷的縮寫相同；為避免混淆，一些實驗室使用縮寫EthBr來表示溴化乙錠），是一種嵌入劑（英語：intercalating agent），通常在分子生物學實驗室中用作瓊脂糖凝膠電泳（英語：Agarose gel electrophoresis）等技術的螢光標籤（英語：Fluorescent tag）（核酸染色劑）。當暴露在紫外線下時，它會發出橙色螢光，與DNA結合後強度增強近20倍。Homidium自1950年代以來一直在獸醫領域廣泛用於治療牛的錐蟲病（英語：Trypanosomiasis）。 抗生素抗藥性的高發生率使得這種治療在某些地區不切實際，而在這些地區使用相關的氯化氮氨菲啶（英語：Isometamidium chloride）。儘管它被譽為誘變劑，但測試表明它在沒有代謝活化的情況下具有較低的誘變性。

## 使用
電泳後的凝膠染色，用水將儲備液樣本稀釋至0.5μg/ml，並將凝膠培養15至30分鐘。通常不需要脫色，但如果需要降低背景，可以在水中脫色15分鐘。然後可在紫外線燈箱（波長254nm）上檢測DNA帶（英語：DNA bands）。溴化乙錠也可以0.5 μg/ml濃度摻入凝膠和電泳緩衝液中，並在電泳後立即可視化。

## 毒性
溴化乙锭分子结构扁平，同时分子中还含有季铵阳离子结构，使得溴化乙锭能插入DNA碱基对之间并使相邻碱基对间距离增大，从而引起DNA框架结构的变动，并致使三联密码转录和翻译时发生较多遗传訊息的改变，最终诱发移码突变。故溴化乙錠是一種強的誘變劑，可致癌或致畸。
大学生物实验经常会使用此染料，操作时必须要佩戴手套并且尽可能的避免任何接触。
含有溴化乙锭的废液应当经过处理才能排放，否则会对生物体造成不可逆的伤害。
溴化乙锭有更安全，但也更昂贵的替代品（如SYBR Green I）。

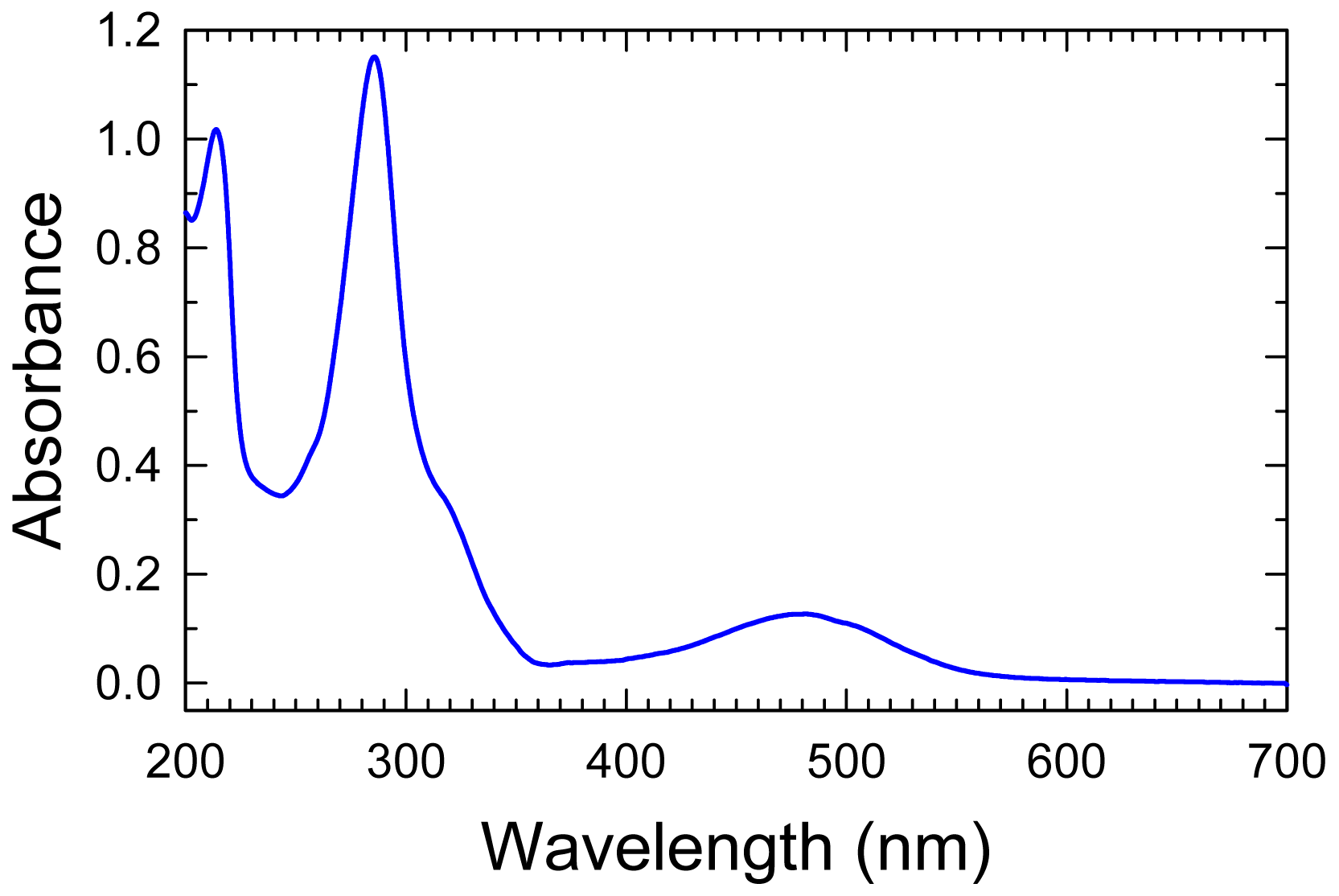
溴化乙錠的吸收光譜